# ルーシー・サファロバ
ルーシー・サファロバ（Lucie Šafářová, チェコ語発音: [ˈlutsɪjɛ ˈʃafaːr̝ovaː] , 1987年2月4日 - ）は、チェコ・ブルノ出身の元女子プロテニス選手。
WTAツアーでシングルス7勝、ダブルス15勝を挙げた。自己最高ランキングはシングルス5位、ダブルス1位。身長177cm、体重62kg、左利き。
2015年全仏オープン女子シングルスで初の決勝進出。2015年全豪オープン女子ダブルス、2015年全仏オープン女子ダブルス、2016年全米オープン女子ダブルス等の5大会で、ベサニー・マテック＝サンズとペアを組んで優勝。

## 来歴
3歳からテニスを始め、2002年にプロ入り。2005年5月、ポルトガル・エストリル大会でツアー初優勝。この大会では予選から勝ち上がり、初進出の決勝で李娜を 6-7, 6-4, 6-3 で破って優勝した。2005年全仏オープンで4大大会にデビュー。その後、全米オープン直前の週に行われたフォレストヒルズ・テニスクラシックでツアー2勝目を挙げる。2006年1月のシーズン開幕戦にあたるオーストラリア・ゴールドコーストの「モンディアル・オーストラリア女子ハードコート選手権」で、サファロバは準々決勝でパティ・シュナイダー、準決勝でディナラ・サフィナを破り、決勝でフラビア・ペンネッタを 6-3, 6-4 で破って優勝した。

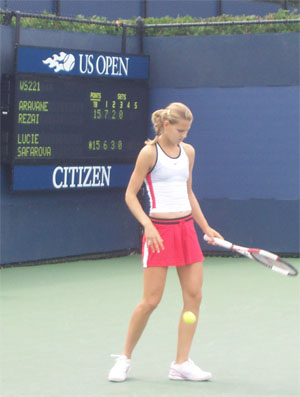
2006年全米オープンにて

4大大会でのサファロバは、デビュー戦の2005年全仏オープンから翌2006年の全仏オープンまで5大会連続の初戦敗退があり、大舞台ではなかなか好成績が出なかった。2007年全豪オープンで、サファロバは最初の快挙をつかみ、4回戦で大会前年優勝者のアメリ・モレスモを 6-4, 6-3 のストレートで破る金星を挙げた。この大会では、続く準々決勝で同じチェコのニコル・バイディソバに敗れた。全仏オープンで、サファロバは3回戦で再びモレスモを破り、アンナ・チャクベタゼとの4回戦まで進んでいる。
2008年は前年度に比べて好成績が少なかったが、8月の北京五輪女子シングルスでシビル・バンマーとの3回戦まで勝ち進み、オリンピック終了直後のアメリカ・フォレストヒルズ・テニスクラシックの決勝戦で彭帥を 6-4, 6-2 で破って、女子ツアーで2年半ぶりのシングルス優勝を果たしている。
2011年と2012年のフェドカップでチェコの優勝に貢献した。2012年の決勝ではセルビアのアナ・イバノビッチを 6-4, 6-3 、エレナ・ヤンコビッチを 6-1, 6-1 で破りチェコは通算3勝1敗で連覇を果たした。
2013年9月のケベック・シティー大会の決勝でマリーナ・エラコビッチを 6–4, 6–3 で破り5年ぶりのツアー5勝目を挙げた。

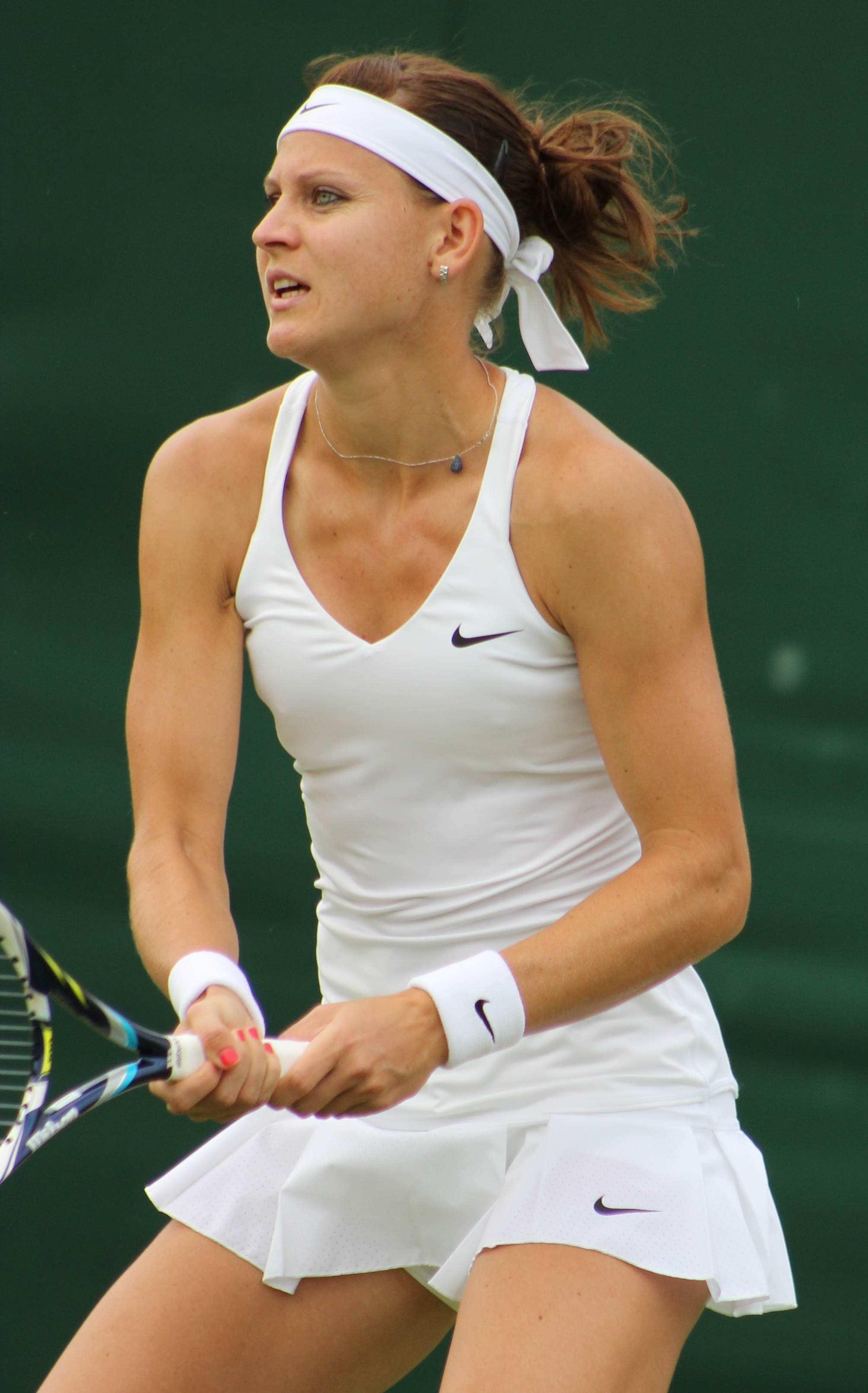
2014年ウィンブルドンにて

2014年ウィンブルドン選手権では4大大会で初めてベスト4に進出した。準決勝では優勝したペトラ・クビトバに 6-7(6), 1-6 で敗れた。
翌2015年、ノーシードから勝ち上がり全豪オープン女子ダブルスで、ベサニー・マテック＝サンズとペアでダブルス初優勝を飾り、2月のプレミア大会であるカタール・トータル・オープンで元世界ナンバーワンのビクトリア・アザレンカを破り、シングルス世界ランク11位まで押し上げた。
2015年全仏オープンシングルスは第13シードで出場。4回戦で前回優勝者のマリア・シャラポワに勝利し全仏初のベスト8に進出。準々決勝ではガルビネ・ムグルサに勝利し自身4大大会2度目のベスト4進出。準決勝では優勝経験のあるアナ・イバノビッチに勝利して自身グランドスラム初となる決勝進出を果たした。決勝ではセリーナ・ウィリアムズから2セット目を奪いフルセットにしたものの敗れ、グランドスラムでは自己最高となる準優勝となった。
ダブルスも全豪に引き続き決勝進出を果たし、ベサニー・マテック＝サンズとペアで再度優勝し、自身初となるシングルス・ダブルスのトップ10入りを果たした。2016年8月のリオ五輪ではバルボラ・ストリコバと組み準決勝でロシアのエカテリーナ・マカロワ&エレーナ・ベスニナ組に 6-7(7), 4-6 で敗れたが、3位決定戦で同じチェコのアンドレア・フラバーチコバ&ルーシー・ハラデツカ組を 7-5, 6-1 で破り銅メダルを獲得した。
2017年は全豪オープンと全仏オープン女子ダブルスで優勝し4大大会通算5勝となった。しかし4大大会4連勝を目指したウィンブルドンではパートナーのベサニー・マテック＝サンズが負傷し棄権となった。
2018年11月、サファロバは2019年1月の全豪オープンを最後に、引退することを表明した。しかし引退の時期については後に方針を変え、最終的に2019年5月の全仏オープンダブルス出場を最後にすることとした。長らくペアを組んでいたマテック=サンズが膝の怪我のため出れず、代わりにドミニカ・チブルコバと組んで望んだが、1回戦でソフィア・ケニン&アンドレア・ペトコビッチ組に破れ、現役生活に別れを告げた。

## WTAツアー決勝進出結果

### シングルス: 17回 (7勝10敗)
| 大会グレード          | 大会グレード                 |
| 2008年以前            | 2009年以後                   |
| --------------------- | ---------------------------- |
| グランドスラム (0–1)  |                              |
| WTAファイナルズ (0–0) |                              |
| ティア I (0–0)        | プレミア・マンダトリー (0-0) |
| ティア I (0–0)        | プレミア5 (0-0)              |
| ティア II (0–1)       | プレミア (1-3)               |
| ティア III (1-1)      | インターナショナル (2-4)     |
| ティア IV ＆ V (3–0)  | インターナショナル (2-4)     |

| 結果   | No. | 決勝日        | 大会               | サーフェス        | 対戦相手                     | スコア             |
| ------ | --- | ------------- | ------------------ | ----------------- | ---------------------------- | ------------------ |
| 優勝   | 1.  | 2005年5月1日  | エストリル         | クレー            | 李娜                         | 6–7(4), 6–4, 6–3   |
| 準優勝 | 1.  | 2005年6月18日 | スヘルトーヘンボス | 芝                | クララ・クーカロバ           | 6-3, 2-6, 2-6      |
| 優勝   | 2.  | 2005年8月20日 | フォレストヒルズ   | ハード            | サニア・ミルザ               | 3–6, 7–5, 6–4      |
| 優勝   | 3.  | 2006年1月7日  | ゴールドコースト   | ハード            | フラビア・ペンネッタ         | 6–3, 6–4           |
| 準優勝 | 2.  | 2007年2月5日  | パリ               | カーペット (室内) | ナディア・ペトロワ           | 6-4, 1-6, 4-6      |
| 優勝   | 4.  | 2008年8月23日 | フォレストヒルズ   | ハード            | 彭帥                         | 6–4, 6–2           |
| 準優勝 | 3.  | 2009年9月20日 | ケベックシティ     | カーペット (室内) | メリンダ・ツィンク           | 6-4, 3-6, 5-7      |
| 準優勝 | 4.  | 2010年2月14日 | パリ               | ハード (室内)     | エレーナ・デメンチェワ       | 7-6(5), 1-6, 4-6   |
| 準優勝 | 5.  | 2011年3月6日  | クアラルンプール   | ハード            | エレナ・ドキッチ             | 6–2, 6–7(9), 4–6   |
| 準優勝 | 6.  | 2011年6月12日 | コペンハーゲン     | ハード (室内)     | キャロライン・ウォズニアッキ | 1–6, 4–6           |
| 準優勝 | 7.  | 2012年4月8日  | チャールストン     | クレー            | セリーナ・ウィリアムズ       | 0–6, 1–6           |
| 優勝   | 5.  | 2013年9月15日 | ケベック・シティー | ハード (室内)     | マリーナ・エラコビッチ       | 6–4, 6–3           |
| 優勝   | 6.  | 2015年2月28日 | ドーハ             | ハード            | ビクトリア・アザレンカ       | 6–4, 6–3           |
| 準優勝 | 8.  | 2015年6月6日  | 全仏オープン       | クレー            | セリーナ・ウィリアムズ       | 3–6, 7–6(2), 2–6   |
| 準優勝 | 9.  | 2015年8月29日 | ニューヘイブン     | ハード            | ペトラ・クビトバ             | 7–6(8–6), 2–6, 2–6 |
| 優勝   | 7.  | 2016年4月30日 | プラハ             | クレー            | サマンサ・ストーサー         | 3–6, 6–1, 6–4      |
| 準優勝 | 10. | 2017年2月26日 | ブダペスト         | ハード (室内)     | ティメア・バボシュ           | 7–6(4), 4–6, 3–6   |

### ダブルス: 20回 (15勝5敗)
| 結果   | No. | 決勝日         | 大会               | サーフェス    | パートナー                       | 対戦相手                                                      | スコア             |
| ------ | --- | -------------- | ------------------ | ------------- | -------------------------------- | ------------------------------------------------------------- | ------------------ |
| 準優勝 | 1.  | 2008年8月3日   | ストックホルム     | ハード        | ペトラ・チェトコフスカ           | イベタ・ベネソバ バルボラ・ザフラボバ・ストリコバ             | 5–7, 4–6           |
| 優勝   | 1.  | 2012年4月8日   | チャールストン     | クレー        | アナスタシア・パブリュチェンコワ | アナベル・メディナ・ガリゲス ヤロスラワ・シュウェドワ         | 5–7, 6–4, [10–6]   |
| 優勝   | 2.  | 2013年4月7日   | チャールストン     | クレー        | クリスティナ・ムラデノビッチ     | アンドレア・フラバーチコバ リーゼル・フーバー                 | 6–3, 7–6(6)        |
| 優勝   | 3.  | 2013年5月11日  | マドリード         | クレー        | アナスタシア・パブリュチェンコワ | カーラ・ブラック マリーナ・エラコビッチ                       | 6–2, 6–4           |
| 優勝   | 4.  | 2014年1月10日  | シドニー           | ハード        | ティメア・バボシュ               | サラ・エラニ ロベルタ・ビンチ                                 | 7–5, 3–6, [10–7]   |
| 優勝   | 5.  | 2015年1月30日  | 全豪オープン       | ハード        | ベサニー・マテック＝サンズ       | 鄭潔 詹詠然                                                   | 6–4, 7–6(5)        |
| 優勝   | 6.  | 2015年4月26日  | シュトゥットガルト | クレー        | ベサニー・マテック＝サンズ       | キャロリン・ガルシア カタリナ・スレボトニク                   | 6–4, 6–3           |
| 優勝   | 7.  | 2015年6月7日   | 全仏オープン       | クレー        | ベサニー・マテック＝サンズ       | ケーシー・デラクア ヤロスラワ・シュウェドワ                   | 3–6, 6–4, 6–2      |
| 優勝   | 8.  | 2015年8月16日  | トロント           | ハード        | ベサニー・マテック＝サンズ       | キャロリン・ガルシア カタリナ・スレボトニク                   | 6–1, 6–2           |
| 優勝   | 9.  | 2016年4月3日   | マイアミ           | ハード        | ベサニー・マテック＝サンズ       | ティメア・バボシュ ヤロスラワ・シュウェドワ                   | 6-3, 6-4           |
| 準優勝 | 2.  | 2016年4月10日  | チャールストン     | クレー        | ベサニー・マテック＝サンズ       | キャロリン・ガルシア クリスティナ・ムラデノビッチ             | 2–6, 5–7           |
| 優勝   | 10. | 2016年9月11日  | 全米オープン       | ハード        | ベサニー・マテック＝サンズ       | キャロリン・ガルシア クリスティナ・ムラデノビッチ             | 2–6, 7–6(7–5), 6–4 |
| 優勝   | 11. | 2016年10月1日  | 武漢               | ハード        | ベサニー・マテック＝サンズ       | サニア・ミルザ バルボラ・ストリコバ                           | 6–1, 6–4           |
| 優勝   | 12. | 2016年10月9日  | 北京               | ハード        | ベサニー・マテック＝サンズ       | キャロリン・ガルシア クリスティナ・ムラデノビッチ             | 6–4, 6–4           |
| 準優勝 | 3.  | 2016年10月30日 | シンガポール       | ハード (室内) | ベサニー・マテック＝サンズ       | エカテリーナ・マカロワ エレーナ・ベスニナ                     | 6–7(5), 3–6        |
| 優勝   | 13. | 2017年1月28日  | 全豪オープン       | ハード        | ベサニー・マテック＝サンズ       | 彭帥 アンドレア・フラバーチコバ                               | 6–7(4), 6–3, 6–3   |
| 優勝   | 14. | 2017年4月9日   | チャールストン     | クレー        | ベサニー・マテック＝サンズ       | ルーシー・ハラデツカ カテリナ・シニアコバ                     | 6-1, 4-6, [10-7]   |
| 優勝   | 15. | 2017年6月11日  | 全仏オープン       | クレー        | ベサニー・マテック＝サンズ       | アシュリー・バーティ ケーシー・デラクア                       | 6–2, 6–1           |
| 準優勝 | 4.  | 2018年6月24日  | マヨルカ           | 芝            | バルボラ・ステフコバ             | アンドレヤ・クレパーチ マリア・ホセ・マルティネス・サンチェス | 1-6, 6-3, [3-10]   |
| 準優勝 | 5.  | 2019年4月28日  | シュトゥットガルト | クレー        | アナスタシア・パブリュチェンコワ | アンナ＝レナ・フリードサム モナ・バルテル                     | 6–2, 3–6, [6–10]   |

## 4大大会ダブルス優勝
- 全豪オープン 女子ダブルス：2勝（2015年・2017年）
- 全仏オープン 女子ダブルス：2勝（2015年・2017年）［女子シングルス準優勝：2015年］
- 全米オープン 女子ダブルス：1勝（2016年）

## 4大大会シングルス成績
略語の説明
| W | F | SF | QF | #R | RR | Q# | LQ | A | Z# | PO | G | S | B | NMS | P | NH |

W=優勝, F=準優勝, SF=ベスト4, QF=ベスト8, #R=#回戦敗退, RR=ラウンドロビン敗退, Q#=予選#回戦敗退, LQ=予選敗退, A=大会不参加, Z#=デビスカップ/BJKカップ地域ゾーン, PO=デビスカップ/BJKカッププレーオフ, G=オリンピック金メダル, S=オリンピック銀メダル, B=オリンピック銅メダル, NMS=マスターズシリーズから降格, P=開催延期, NH=開催なし.
| 大会           | 2004 | 2005 | 2006 | 2007 | 2008 | 2009 | 2010 | 2011 | 2012 | 2013 | 2014 | 2015 | 2016 | 2017 | 2018 | 通算成績 |
| -------------- | ---- | ---- | ---- | ---- | ---- | ---- | ---- | ---- | ---- | ---- | ---- | ---- | ---- | ---- | ---- | -------- |
| 全豪オープン   | A    | LQ   | 1R   | QF   | 1R   | 3R   | 1R   | 3R   | 1R   | 2R   | 3R   | 1R   | A    | 2R   | 3R   | 14–12    |
| 全仏オープン   | A    | 1R   | 1R   | 4R   | 2R   | 2R   | 2R   | 2R   | 2R   | 1R   | 4R   | F    | 3R   | 1R   | 2R   | 20–14    |
| ウィンブルドン | A    | 1R   | A    | 3R   | 1R   | 1R   | 1R   | 2R   | 1R   | 2R   | SF   | 4R   | 4R   | 2R   | 3R   | 18–13    |
| 全米オープン   | LQ   | 1R   | 2R   | 3R   | 1R   | 1R   | 1R   | 3R   | 3R   | 2R   | 4R   | 1R   | 2R   | 4R   | 2R   | 16–14    |